# هارلد پیرسن
هارلد پیرسن (به انگلیسی: Harold Pearson) زادهٔ ۷ مه ۱۹۰۸ بازیکن فوتبال اهل انگلستان بود که سابقهٔ بازی در تیم ملی فوتبال انگلستان را در کارنامهٔ خود دارد. وی در تاریخ ۹ آوریل ۱۹۳۲ تنها بازی ملی خود را در مقابل تیم ملی فوتبال اسکاتلند انجام داد.